# Flop (póquer)

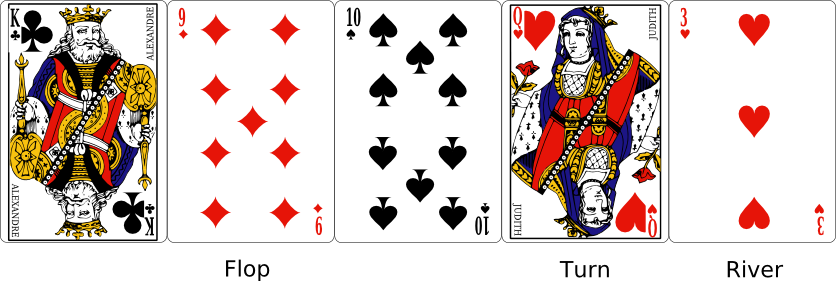
Ejemplo de flop, turn y river.

En póquer, el flop se refiere al conjunto de tres cartas boca arriba que se colocan sobre la mesa, o a esas tres mismas cartas, en las variantes de póquer donde se emplean cartas comunitarias, como por ejemplo Texas hold 'em y Omaha hold 'em.
Las tres cartas se muestran simultáneamente tras completarse la primera ronda de apuestas. Las tres cartas a menudo se sacan boca abajo apiladas, entonces a la pila se le da la vuelta y rápidamente se coloca una a cada lado de la central con idea de mostrar las tres cartas al mismo tiempo, de manera que un jugador no pueda reaccionar de manera notable al ver una carta en particular.
Tras el flop, el jugador habrá visto cinco cartas de las siete que dispone para formar su mano en el show down. Si bien el flop marca el punto en que los jugadores obtienen una información significante sobre el devenir de la partida, aún quedan dos cartas por ver y tres rondas de apuestas por completar.
Tras el flop, hay una segunda ronda de apuestas, a la cual sigue una cuarta carta o turn, y finalmente una quinta carta o river.
Como información adicional, indicar que existen 22.100 posibles flops diferentes en póquer.
- Datos: Q25077467